# San Giovanni in Persiceto
San Giovanni in Persiceto là một thành phố thuộc tỉnh Bologna trong vùng Emilia-Romagna.
Đô thị này có làng trực thuộc: San Matteo della Decima, Le Budrie, Castagnolo, Zenerigolo, Lorenzatico, Amola
Đô thị này có làng giáp các đô thị sau: Anzola dell'Emilia, Castelfranco Emilia, Castello d'Argile, Cento, Crevalcore, Sala Bolognese, Sant'Agata Bolognese.